# Waldemar Alcântara

Waldemar Alcântara (1975)

José Waldemar de Alcântara e Silva (* 12. April 1912 in Anacetaba, Ceará; † 10. Dezember 1990 in Fortaleza, Ceará) war ein brasilianischer Politiker.

## Leben
José Waldemar de Alcântara e Silva, Sohn von Raimundo Nonato da Silva e Luísa de Alcântara e Silva, besuchte die Escola Pública in Amarante sowie das Colégio Castelo Branco in Fortaleza. Er begann danach ein Studium der Medizin an der Medizinischen Fakultät der Universidade Federal da Bahia (UFBA) und schloss dieses 1938 ab. Er war danach als Arzt und später Direktor des Staatlichen Gesundheitsamtes von Ceará tätig. 1947 wurde er als Kandidat der Sozialdemokratischen Partei PSD (Partido Social Democrático) Mitglied der Legislativversammlung von Ceará (Assembleia Legislativa) und gehörte dieser bis 1951 an. Während dieser Zeit war er zwischen 1947 und 1948 Erster Vizepräsident der Legislativversammlung und gehörte von 1947 bis 1963 dem Vorstand der PSD als Mitglied an. Am 16. Mai 1951 rückte er für die PSD als Mitglied der Abgeordnetenkammer (Câmara dos Deputados) nach. Am 17. Mai 1952 verzichtete er auf sein Abgeordnetenmandat, nachdem er als Minister für Bildung und Gesund (Secretário da Educação e Saúde) in die Regierung des Bundesstaates Ceará berufen wurde. Er gehörte der Regierung unter Gouverneur Raul Barbosa bis 1954 an.
Nach dem Tode des Abgeordneten Walter de Sá Cavalcanti am 10. Juni 1954 rückte Alcântara am 8. Juli 1954 erneut als Mitglied der Abgeordnetenkammer nach und gehörte dieser bis 1955 an. Im Anschluss war er zwischen 1955 und 1959 für die PSD erneut Mitglied der Legislativversammlung von Ceará. Danach zog er sich für mehrere Jahre aus dem politischen Leben zurück und war zeitweilig Direktor der Banco do Nordeste in Fortaleza. Außerdem widmete er sich wieder seiner ärztlichen Tätigkeit und war Direktor des Medizinischen Zentrums des Bundesstaates (Centro Médico Cearense) sowie Dekan der Medizinischen Fakultät der am 16. Dezember 1954 gegründeten Universidade Federal do Ceará (UFC).
1968 wurde Waldemar Alcântara für die Nationale Erneuerungsallianz ARENA (Aliança Renovadora Nacional) Mitglied des Bundessenats (Senado Federal) und gehörte diesem als Vertreter des Bundesstaates Ceará bis 1975 an. Während seiner Parlamentszugehörigkeit wurde er 1970 Vize-Vorsitzender des Ausschusses für Regierungsprojekte (Comissão de Projetos do Executivo) sowie 1973 Mitglied des Gesundheitsausschusses (Comissão de Saúde), ehe er zuletzt 1975 Vorsitzender des Senatsausschusses für nationale Sicherheit (Comissão de Segurança Nacional).
Nach seinem Ausscheiden aus dem Senat wurde Alcântara 1975 Vizegouverneur von Ceará. Nach dem Rücktritt von José Adauto Bezerra, der zum Mitglied der Abgeordnetenkammer gewählt worden war, übernahm er am 1. März 1978 selbst den Posten als Gouverneur des Bundesstaates Ceará. Er hatte dieses Amt bis zum 15. März 1979 und wurde daraufhin von Virgílio Távora abgelöst. Für seine Verdienste erhielt er unter anderem 1975 die Troféu Sereia de Ouro sowie die Medalha da Abolição des Bundesstaates Ceará.
Waldemar Alcântara war der Vater des Politikers Lúcio Alcântara, der zwischen 1995 und 2002 ebenfalls Mitglied des Bundessenats sowie von 2003 bis 2007 Gouverneur von Ceará war, sowie Schwiegervater von dessen Ehefrau Beatriz Alcântara, die als Schriftstellerin arbeitet. Deren Sohn Leo Alcântara war zwischen 1999 und 2010 Mitglied der Abgeordnetenkammer.

## Hintergrundliteratur
- Blanchard Girão: Waldemar Alcântara, Fortaleza 2004, ISBN 8-575-29233-1